# دانیله لازاری
دانیله لازاری (انگلیسی: Daniele Lazzari؛ زادهٔ ۳ دسامبر ۱۹۹۷) بازیکن فوتبال است.
از باشگاه‌هایی که در آن بازی کرده‌است می‌توان به باشگاه ورزشی لاتزیو اشاره کرد.